# Terebella inversa
Terebella inversa är en ringmaskart som först beskrevs av Willey 1905.  Terebella inversa ingår i släktet Terebella och familjen Terebellidae. Inga underarter finns listade i Catalogue of Life.